# Bray-sur-Seine
Bray-sur-Seine ist eine französische Gemeinde mit 2378 Einwohnern (Stand 1. Januar 2022) im Département Seine-et-Marne in der Region Île-de-France. Sie gehört zum Arrondissement Provins.

## Geographie
Bray-sur-Seine liegt im Südosten des Départements am Ufer der Seine, etwa 20 Kilometer von Provins, Montereau-Fault-Yonne und Sens entfernt.

## Geschichte
Der Ort wird erstmals in einer Urkunde aus dem Jahr 958 überliefert.
Siehe auch: Jüdische Gemeinde Bray-sur-Seine

### Bevölkerungsentwicklung
| Jahr      | 1962 | 1968 | 1975 | 1982 | 1990 | 1999 | 2007 | 2018 |
| Einwohner | 1819 | 1913 | 2085 | 2116 | 2238 | 2278 | 2182 | 2276 |

## Sehenswürdigkeiten
- Katholische Pfarrkirche Sainte-Croix
- Maison de Jeanne d’Arc, erbaut Ende des 15. Jahrhunderts (Monument historique)
- Markthalle, erbaut 1841/42 (Monument historique)

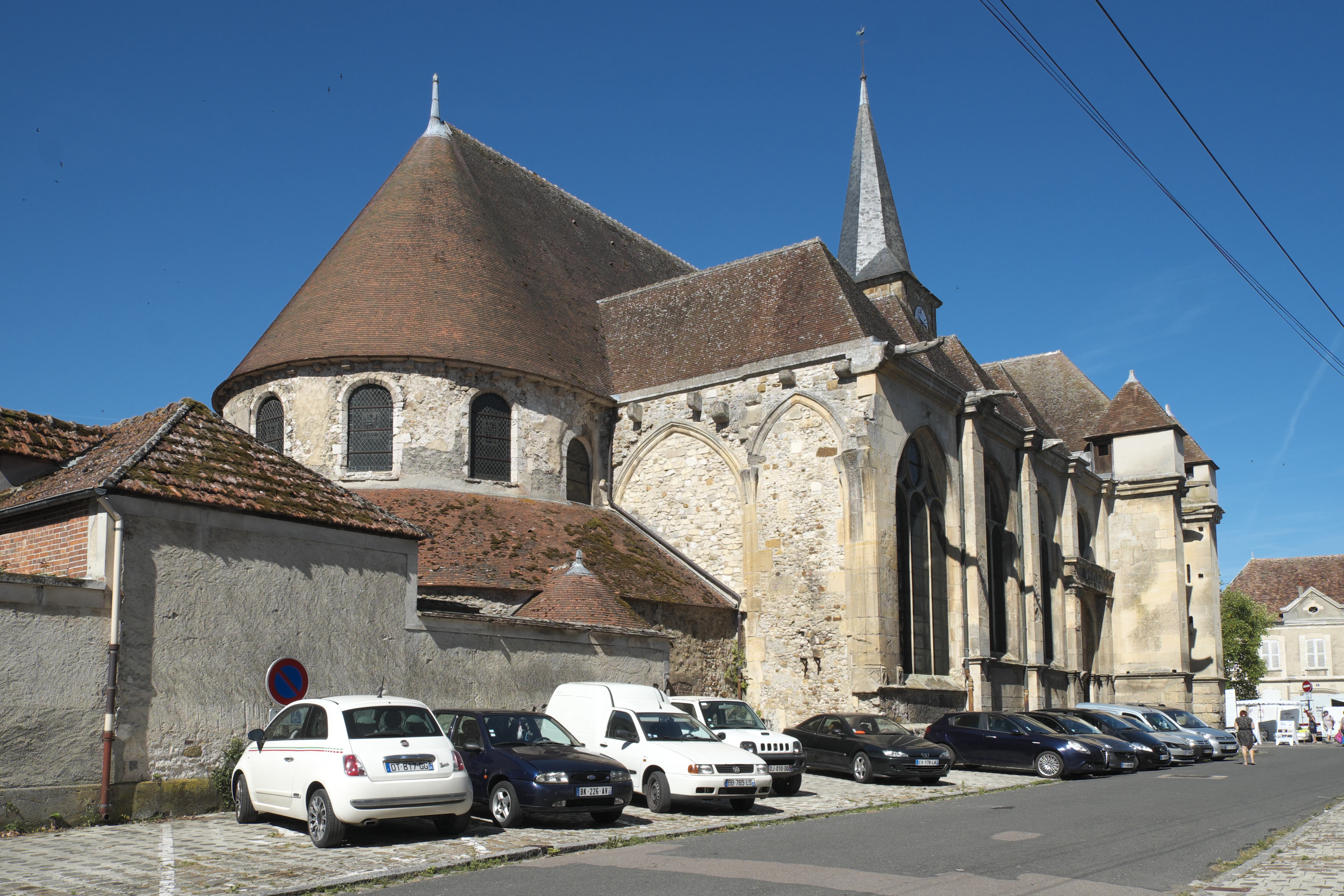
Kirche Sainte-Croix

## Kultur
- Cinéma Le Renaissance, wird von der Gemeinde mit Hilfe von Ehrenamtlichen betrieben

## Persönlichkeiten
- Nicolas Signac (um 1585–1645), Komponist
- Jean-Nicolas Viquy (1737–1814), Bürgermeister während der Revolution
- Eugène Penancier (1873–1955), französischer Justizminister und Bürgermeister der Stadt
- Henri Ghéon (1875–1944), Arzt und Schriftsteller

## Städtepartnerschaften
- Hemsbach, Deutschland